# Мартін Гарріс
Ма́ртін Га́рріс (англ. Martin Harris; 1969, Единбург) — британський дипломат. Генеральний консул Великої Британії в Києві та заступник Глави Місії Великої Британії. Тимчасово повірений у справах Великої Британії в Україні (2008). Міністр та заступника Глави Місії Великої Британії в РФ (з 2014). З вересня 2023 він посол Британії в Україні.. Є онуком Невілла Чемберлена, прем'єр-міністра Великої Британії у 1937-1940 роках.

## Біографія
Народився у 1969 році в місті Единбург, Шотландія. У 1991 році закінчив історичний факультет Кембриджського університету, також закінчив факультет державного управління Відкритого університету. З 1991 року співробітник Міністерства закордонних справ та у справах Співдружності Великої Британії. З 1992 року по 1996 року обіймав посаду другого секретаря Делегації Великої Британії в ОБСЄ у Відні. Впродовж 1997—1998 років очолював відділ Пакистану і Афганістану в МЗС Великої Британії. У період 1999—2003 років керував програмою технічної допомоги Російській Федерації в посольстві Великої Британії в Москві.
У 2003 році Гарріс був направлений до Києва як Генеральний консул та заступник Глави Місії Великої Британії. У 2008 році він повернувся до Лондона Радником з питань Афганістану, Пакистану, Росії та інших республік колишнього Радянського Союзу при Кабінеті міністрів. З 2010 року по 2014 рік — Посол Її Величності в Румунії.
З квітня 2014 року Мартін Гарріс вступив на посаду Міністра та заступника Глави Місії Великої Британії в Москві, а у 2017—2022 роках Мартін Гарріс був директором департаменту Східної Європи і Центральної Азії у Міністерстві закордонних справ і міжнародного розвитку Великої Британії.
Уряд Великої Британії призначив новим послом в Україні Мартіна Гарріса. Гарріс розпочне виконання обов'язків посла у вересні 2023 року, замінивши Мелінду Сіммонс.
11 вересня 2023 року вручив копії вірчих грамот заступникові міністра закордонних справ України Євгену Перебийносу.
27 вересня 2023 року — вручив вірчі грамоти Президенту України Володимиру Зеленському

## Нагороди та відзнаки
- Орден Британської імперії (2010).

## Сім'я
- Дружина — Лінда Мак-Лачлан, випускниця Кембриджського університету,
- Три доньки — Катріона, Табіта і Флора.